# Barbe Acarie

Sel. Marie von der Menschwerdung

Barbe Acarie, geb. Barbara Avrillot (* 1. Februar 1566 in Paris; † 18. April 1618 in Pontoise), war eine französische Karmelitin, die den teresianischen Karmel in Frankreich einführte. Sie wird in der römisch-katholischen Kirche als Selige verehrt.

## Leben
Barbe Acarie wurde mit sechzehn Jahren die Ehefrau von Pierre Acarie, mit dem sie zweiunddreißig Jahre eine glückliche Ehe führte, aus der sechs Kinder hervorgingen. Während ihres Ehelebens fand sie zur Überzeugung, dass ein dem mystischen Gebet zugeneigtes Leben durchaus mit Familie und gesellschaftlichem Engagement verbunden werden könne. Sie sorgte mit Freude und Liebe für ihre sechs Kinder, drei Töchter und drei Söhne. Durch ihre Geburt und Ehe gehörte sie der oberen Gesellschaftsschicht von Paris an. Schon sehr früh wurde sie von den Mächtigen der Stadt und am französischen Königshof  vor allem wegen ihrer Güte und Frömmigkeit um Rat und Unterweisung gebeten. Ihre Haltung veranlasste sie, die Mächtigen ihres Landes immer wieder zu mahnen, dass ihre Stellung, die ihnen von Gott anvertraut wurde, als Dienst an den Menschen zu verstehen sei. Sie selbst nützte ihren Einfluss, um sich in Paris für Arme und Notleidende einzusetzen.

## Einführung des Karmels in Frankreich
Ihre weitreichendste Handlung bestand darin, dass sie den von Theresa von Ávila reformierten Zweig des Ordens Unserer Lieben Frau vom Berge Karmel nach Frankreich holte. Ende des 16. und Anfang des 17. Jahrhunderts war die politische Lage in Frankreich  wegen der Hugenottenkriege sehr angespannt. Barbe Acarie und andere waren davon überzeugt, dass Frankreich vor allem der Erneuerung im Glauben bedürfe. In ihrem Pariser Salon trafen sich diejenigen, die sich diesem Gedanken verbunden fühlten. Während seiner ersten diplomatischen Reise 1602 gesellte sich auch der heilige Franz von Sales zu diesem Kreis.
Für die Einführung der Unbeschuhten Karmelitinnen in Frankreich erhielt Barbe Acarie Unterstützung von Pierre de Bérulle. Neben der Erneuerung der eigenen Frömmigkeit erschien ihnen allen der Karmel am geeignetsten zu sein, die kirchliche Erneuerung in Frankreich voranzubringen. Madame Acarie und ihr Kreis sandten daher eine Abordnung nach Spanien, um spanische Karmelitinnen nach Frankreich einzuladen. Die erste Gründung spanischer Karmelitinnen erfolgte am 18. Oktober 1604 in Paris.

## Eintritt in den Karmel
Nach dem Tod ihres Ehemannes Pierre Acarie 1614 trat Barbe Acarie selbst mit achtundvierzig Jahren als Außenschwester in den Karmel von Amiens ein und nahm den Ordensnamen Marie von der Menschwerdung an. Schon vor ihrem Eintritt hatte sie immer wieder mystische Erlebnisse, die sich in ihrem Leben im Karmel verstärkten. Beim Eintritt hatte sie sich erbeten, als Außenschwester in den ärmsten Karmel Frankreichs eintreten zu dürfen. Drei ihrer Töchter wurden ebenfalls Karmelitinnen; eine von ihnen wurde später Subpriorin von Amiens. Sr. Marie von der Menschwerdung legte, bereits von Krankheit gezeichnet, ihre feierliche Profess am 8. April 1615 in Amiens ab. Im darauffolgenden Jahr schickte man sie aus gesundheitlichen Gründen in den Karmel von Pontoise, wo sie im Alter von zweiundfünfzig Jahren starb. Als die Nachricht von ihrem Tod am 18. April 1618 in Pontoise bekannt wurde, sprach man sogleich vom Tode einer Heiligen.
Barbe Acarie hatte auch an der Ausbreitung zweier weiterer Ordensgemeinschaften in Frankreich Anteil, der des Oratoriums des hl. Philipp Neri und der Ursulinen. Unter den Postulantinnen des Karmels waren solche, die keine Berufung für den Karmel hatten. Barbe Acarie hatte den Gedanken, dass diese in der Mädchenerziehung tätig werden könnten. Mit ihrer Cousine, Mme. de Sainte-Beuve, holte sie daher Ursulinen nach Paris.

## Seligsprechung
Ihr Sohn Pierre sorgte dafür, dass schon 1622 alle notwendigen Unterlagen zusammengestellt wurden, um den Seligsprechungsprozess eröffnen zu können. Dieser wurde 1632 abgeschlossen. Die Unterlagen blieben allerdings in Rom liegen. Erst Ende des 18. Jahrhunderts wurde der Prozess unter Papst Pius VI. wieder aufgerollt und zum Abschluss gebracht. Paul de Montis schrieb eine Biographie über Acarie, die 1778 veröffentlicht wurde. Am 5. Juni 1791 wurde Sr. Marie von der Menschwerdung im Petersdom in Rom  seliggesprochen. In diesem Jahr wurde eine weitere Biografie veröffentlicht. Im nächsten Jahr wurde eine deutsche Originalbiographie veröffentlicht, die angeblich von einem „Unbeschuhten Karmeliten der bayerischen Provinz“ verfasst wurde. Eine weitere Biografie folgte, als die etablierte Religion nach der Revolutionszeit in Frankreich wieder an Boden gewann. Ihr Gedenktag ist der 18. April.